# Asociación Nacional de Jueces
La Asociación Nacional de Jueces (en siglas, ANJ) es una de las cinco asociaciones profesionales de jueces españoles. Puesto que los jueces españoles tienen prohibido pertenecer a sindicatos, las asociaciones profesionales han adoptado el papel tradicional de proteger los derechos y las condiciones laborales de los jueces. En el caso concreto de la ANJ, se constituyó para defender la supresión del traslado forzoso por ascenso, equiparando así a los jueces con otros colectivos como los Fiscales o los Secretarios Judiciales. Su afiliación desde 2002 hasta 2009 ha sido muy reducida, certificándose por el CGPJ en torno a la docena de jueces. No obstante, para dar cabida a los jueces no asociados en las negociaciones con el Ministro de Justicia y apoyar la huelga de jueces del 18 de febrero, se procedió el 31 de enero de 2009 a su refundación.